# Yosef ben Abraham Chicatella
Yosef ben Abraham Chicatella (Medinaceli, 1248 – Peñafiel, después de 1305; en hebreo: יוסף בן אברהם ג'יקטיליה‎; también conocido como Chiquitilla, Chiquatilla, Gikatilia, Giqatila) fue un cabalista español, discípulo de Abraham Abulafia.

## Biografía
Nacido en Medinaceli, Castilla la Vieja, Chicatella fue durante algún tiempo discípulo del cabalista Abraham Abulafia, por quien fue muy elogiado; su conocimiento cabalístico llegó a ser tan profundo que se suponía que podía obrar milagros y por eso fue llamado «Joseph Ba'al ha-Nissim» (‹el taumaturgo› o literalmente ‹maestro de los milagros›; Zacuto, Yuḥasin, p. 224a). Como su maestro, Chicatella se ocupó de combinaciones místicas y transposiciones de letras y números; de hecho, Abulafia lo consideraba el continuador de su escuela (Adolf Jellinek, BH iii, p. xl). Pero Gikatilla no fue un adversario de la filosofía; por el contrario, trató de reconciliar la filosofía con la cábala, declarando que la última es el fundamento de la primera. Él, sin embargo, luchó por la ciencia superior, es decir, el misticismo. Sus obras en general representan un desarrollo progresivo de la visión filosófica del misticismo. Su primer trabajo muestra que tenía un conocimiento considerable de las ciencias seculares y que estaba familiarizado con las obras de Ibn Gabirol, Ibn Ezra, Maimónides y otros. Murió en Peñafiel después del 1305.
En diferentes manuscritos de la obra, el nombre del autor está escrito de diversas formas: «Gribzul», «Karnitol» y «Necatil», todas corrupciones de «Gikatilla".

## Obra

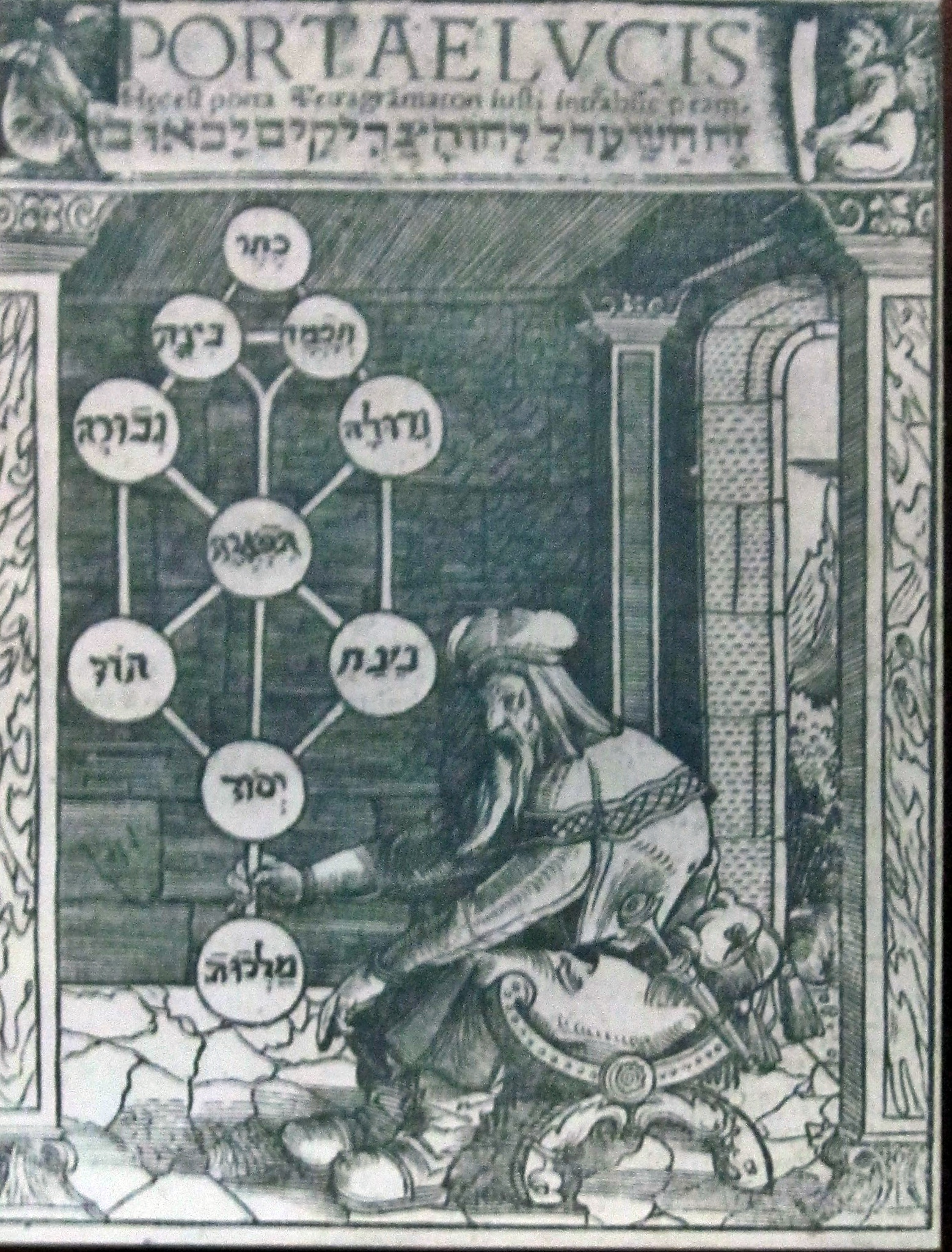
Portae Lucis, traducción latina de la obra de Chicatella Shaarei Ora [Puertas de la luz

]

### Ginnat Egoz
Chicatella fue un escritor prolífico; escribió su primera obra, Ginnat Egoz [en hebreo: גנת אגוז‎] cuando sólo veintiséis años. Es un tratado cabalístico en tres partes (Hanau, 1615).
- El título (del Cant. Vi.11) literalmente significa «jardín de nueces». En la cábala, «ginnat» que consiste en las iniciales de «gematría», «notarikon», «temurá», los tres elementos principales de cábala, mientras que «egoz» [‹la tuerca›] es el emblema de la mística.
- La primera parte, en cinco capítulos, trata de los diversos nombres de Dios que aparecen en la Biblia . Según Chicatella, «YHVH» es el único nombre que representa la sustancia de Dios; los otros nombres son simplemente predicados de los atributos divinos. «YHVH» representa a Dios como Él es, mientras que «Elohim» denota a Dios como el poder creativo. El nombre «ẓeba'ot» [‹pan ácimo›], dice, se aplica a todos los seres de las tres naturalezas, terrenal, celestial (o esferas) y espíritus (o formas). La interpretación de «ẓeba'ot» como ‹anfitrión de letras› lo lleva a la segunda parte.
- La segunda parte trata de las letras del alfabeto. Chicatella declara que el número diez emanó de YHVH, la causa primitiva, y es la fuente de todo ser; intenta probar su afirmación mediante diferentes combinaciones basadas en la religión, la filosofía, la física y el misticismo. Muestra que la visión talmúdica de que el espacio está lleno de espíritus coincide con la creencia de los filósofos de que no hay vacío. También trata aquí de las revoluciones del sol y la luna, dando los tamaños relativos de los planetas.
- La tercera parte es un tratado, en cuatro capítulos, sobre las vocales. Las tres vocales primitivas, «ḥolem», «shuruḳ» y «ḥiriḳ», representan los mundos superior, medio e inferior; los tres compuestos, «ẓere», «segol» y «shewa», representan la composición o la construcción de los mundos; el «pataḥ» y «ḳameẓ» representan sus movimientos.

Chicatella a veces critica al Séfer Ietzirá y al Pirḳe Hekalot. Los siete cielos (Ḥag. 12a) son identificados por él con los siete planetas. Tiene a Maimónides en gran estima incluso cuando se opone a él y lo cita muy a menudo. Otras autoridades citadas por él son Ibn Gabirol, Semuel ibn Nagrella y Abraham ibn Ezra. Isaac ben Samuel de Acre en su Me'irat 'Enayyim critica severamente a Chicatella por el uso demasiado libre del Santo Nombre.
El Ginnat Egoz ha sido traducido y adaptado al inglés como «HaShem Is One».

### Sha'are Orah
Sha'are Orah, o Sefer ha-Orah [en hebreo: שערי אורה‎], es el más influyente trabajo de Chicatella. Los arizal lo llaman «una clave para entender los estudios místicos». Gaón de Vilna y Zundel Salant recomendaron que sus discípulos lo estudiaran. Entre los que lo citan se encuentran: Moisés Cordovero, Joseph Caro, Jaim Vital, Shelah ha-Kadosh, Sefat Emet, Shem Tov ibn Shem Tov, Moisés al-Ashkar y Judá Hayyat, y se encuentran extractos largos insertados por Reuben ben Hoshke en su Yalḳuṭ Reubeni. Fue traducido al latín por Paul Ricius y utilizado por Reuchlin como defensa contra sus adversarios.

#### Contenido y estilo
Sha'are Orah (Mantua, 1561) trata de los nombres de Dios.
- Discute 300 nombres,[5] organizados en diez capítulos, uno para cada sefirot. Cada sefirot tiene un nombre principal, pero puede tener muchos otros. Algunos nombres están asociados con más de un sefirot.
- El propósito del libro es «para que puedas entender y experimentar la ‹fuente de aguas vivas› (Jer. 2,13) que fluye de todos sus nombres, y cuando lo alcances, ‹prosperarás y tendrás éxito› (Josué 1,8)».[6]

| sefirot                     | Santo Nombre                                           |
| --------------------------- | ------------------------------------------------------ |
| כתר, Kéter, «Corona»        | אהי"ה, Eheye, «YO SOY»                                 |
| חכמה, Jojmá, «sabiduría»    | יה, Yah, «SEÑOR"                                       |
| בינה, Biná, «comprensión»   | יהו"ה, Havaiá, «SEÑOR»                                 |
| חסד, Chesed, «Bondad»       | אל, El, «Dios»                                         |
| גבורה, Gevurah, «Severidad» | אלהים, Elohim, «Dios»                                  |
| תפארת, Tiferet, «Belleza»   | יהו"ה, Havaiá, «SEÑOR»                                 |
| נצח, Netzach, «Eternidad»   | יהו"ה צבאות, Havayah Tsevaot, «SEÑOR de los ejércitos» |
| הוד, Hod, «Esplendor»       | אלהים צבאות, Elohim Tsevaot, «Dios de los ejércitos»   |
| יסוד, Yesod, «Fundación»    | אל חי, El Chai, «el Dios viviente»                     |
| מלכות, Malkuth, «Reinado»   | אדני, Adonai, «mi Señor»                               |

Chicatella adopta una actitud un tanto hostil contra la filosofía. Cita sólo el Séfer Ietzirá y el Pirḳe Hekalot.

### Otros trabajos
- Sha'are Ẓedeḳ o Sha'ar ha-Shamayim, otro tratado de Chicatella sobre las diez esferas (Riva, 1561).
- Sefer ha-Niḳḳud, una explicación mística de los puntos vocales, incluida con el Arze Lebanon (Venecia, 1601);
- Sod ha-Ḥashmal, un comentario cabalístico sobre la visión de Ezequiel, también impreso con el Arze Líbano ;
- Ẓofnat Pa'aneaḥ, comentario sobre la Pesá Hagadá (ib. 1600 [?]);
- Sodot ha-Miẓwot, una explicación cabalística de los mandamientos ;
- Iggeret, ensayos cabalísticos (Feṙrara, 1556);
- Teshubot, responsa ;
- Sha'ar Meshalim, un ensayo cabalístico de 138 párrafos;
- Oẓar ha-Kavod, según Jellinek, lo mismo que el Sodot ha-Miẓwot, un comentario sobre los cantares.
- Hassagot (inédito) consiste en restricciones sobre el Moreh, Guía de los Perplejos, Chicatella usó la traducción de Al-Ḥarizi, en la que corrige muchos errores y a veces se diferencia de Maimónides. Parece que escribió el Hassagot al comienzo de su carrera literaria, cuando era más filósofo y menos místico.
- Jellinek piensa que Chicatella compuso un tratado cabalístico titulado Hekalot del mismo carácter que el Pirḳe Hekalot.